# هنري ميشيل ليفي
هنري ميشيل ليفي (11 يوليو 1844 في باسي، فرنسا - 17 سبتمبر 1914 في باريس)، هو رسام انطباعي فرنسي.

## سيرة
كان هنري الابن الثالث من بين أربعة أبناء لميشيل ليفي وتيريز إيميريك، وهما زوجان يهوديان أصلهما من مقاطعة لورين في شمال شرق فرنسا. أصبح ميشيل ليفي ناشرًا ثريًا في باريس، حيث أصبح هنري تلميذًا للرسامين فيليبس بارياس (1822-1907) وأنطوان فولون (1833-1900).).
بين عامي 1868 و1878، عُرضت لوحات هنري في صالون باريس السنوي تحت اسمي "هنري ميشيل ليفي" أو "ميشيل ليفي". ولكن اعتبارًا من عام 1879، استقر على اسم "هنري ميشيل ليفي"، ربما لتجنب الخلط بينه وبين الرسام المعاصر هنري ليوبولد ليفي.
كان ميشيل ليفي أيضًا من هواة جمع الأعمال الفنية البارزين، كما يتضح من مجموعته التي ضمت أعمالاً لفنانين مثل واتو، وفرانسوا بوشيه، وجان هونوري فراغونارد، وديلاكروا، وهوبير روبرت، وبيير بول برودون، وجيوفاني باتيستا تيبولو، وغيرهم. وقد تم عرض هذه المجموعة للبيع بعد وفاته عام 1919.
يقع قبره في مقبرة مونمارتر.

## أعماله
كان هنري ميشيل ليفي يلتقي بانتظام بالانطباعيين الفرنسيين، وخاصة إدغار ديغا، وإدوارد مانيه، وأوجين بودان. اشتهر برسم الصور الشخصية، حيث كان يصوّر الأشخاص أثناء ممارستهم لأعمالهم اليومية، وهو نهج يتماشى مع أسلوب الرسم الانطباعي. وتُجسّد لوحته التي رسمها لأوجين بودان عام 1880 هذا الأسلوب، إذ تصوره أثناء رسمه للأبقار في الحقول بالقرب من. لم تكن شخصيات لوحاته من المحترفين، بل كانت من دائرة معارفه، مثل زوجة صديقه إدغار ديغا أو أفراد عائلته..
بين عامي 1868 و1914، عرض ميشيل ليفي أعماله في صالون باريس، حيث نال جائزة الشرف عام 1880 وميدالية من الدرجة الثالثة عام 1881. كما حصل على الميدالية البرونزية في المعرض العالمي لعام 1889.
في عام 1878، قام إدغار ديغا برسم بورتريه لميشيل ليفي في مرسمه، وعُرض هذا العمل لاحقًا في المعرض الانطباعي الرابع عام 1879. في اللوحة، حدد ثيودور ريف العمل الموجود على يمين ميشيل ليفي على أنه The Regattas، وهي إحدى لوحاته التي تم توثيقها فوتوغرافيًا، لكن مكانها الحالي غير معروف. تعيد هذه اللوحة استكشاف موضوع Le Déjeuner sur l'herbe  لإدوارد مانيه. خلال تلك المناسبة، تبادل ميشيل ليفي وديغا صورًا لبعضهما البعض، لكن بعد فترة وجيزة، باع ميشيل ليفي لوحة ديغا، مما أثار استياء الأخير، حيث علّق بغضب قائلاً:
في عام 1885، رسم ميشيل ليفي بورتريه لأوغست جوربوا، مالك مقهى جوربوا الواقع بالقرب من ساحة كليشي ومونتمارتر، والذي كان يُعد مكانًا يجتمع فيه الفنانون. واقترح مؤرخ الفن رونالد بيكفانس أن ميشيل ليفي قد يكون هو من رسم لوحة السيدة ليفي، التي تُنسب عادةً إلى إدوارد مانيه.
كفنان متخصص في رسم المناظر الطبيعية، ركّز هنري ميشيل ليفي على تصوير حياة الفلاحين، مبتعدًا عن الرؤية الرومانسية السائدة في ذلك الوقت. ومع ذلك، تناول جزء كبير من أعماله مشاهد من حياة الطبقة المتوسطة في القرن التاسع عشر. ومن أبرز الأمثلة على ذلك لوحته شاطئ Le Pouligen، المحفوظة في متحف Baron Martin في جراي، فرنسا، والتي تتميز بأسلوب يذكّر بأعمال أوجين بودان.

## في المتاحف
- الرسام يوجين بودان يرسم الحيوانات في مرج دوفيل(1880)، زيت على قماش، 22 × 27 سم، متحف الفن الحديث أندريه مالرو - موما ، لوهافر ، فرنسا
- أوغست جوربوا (1885)، زيت على قماش، 46 × 38 سم، متحف أورسيه ، باريس، فرنسا
- طريق الثورة في المساء (حوالي 1900)، متحف كرنفاليه
- لا نوريس ، زيت على قماش، متحف الفنون الجميلة، أورليان ، فرنسا
- فيل بالنيير نورماندي (حوالي عام 1900)، زيت على قماش، 54.5 × 65 سم، فيلا مونتيبيلو، تروفيل ، فرنسا
- لو بوليجن، الشاطئ ، زيت على قماش، متحف بارون مارتن، غراي ، فرنسا
- باتو سور لا جريف, اللوفر

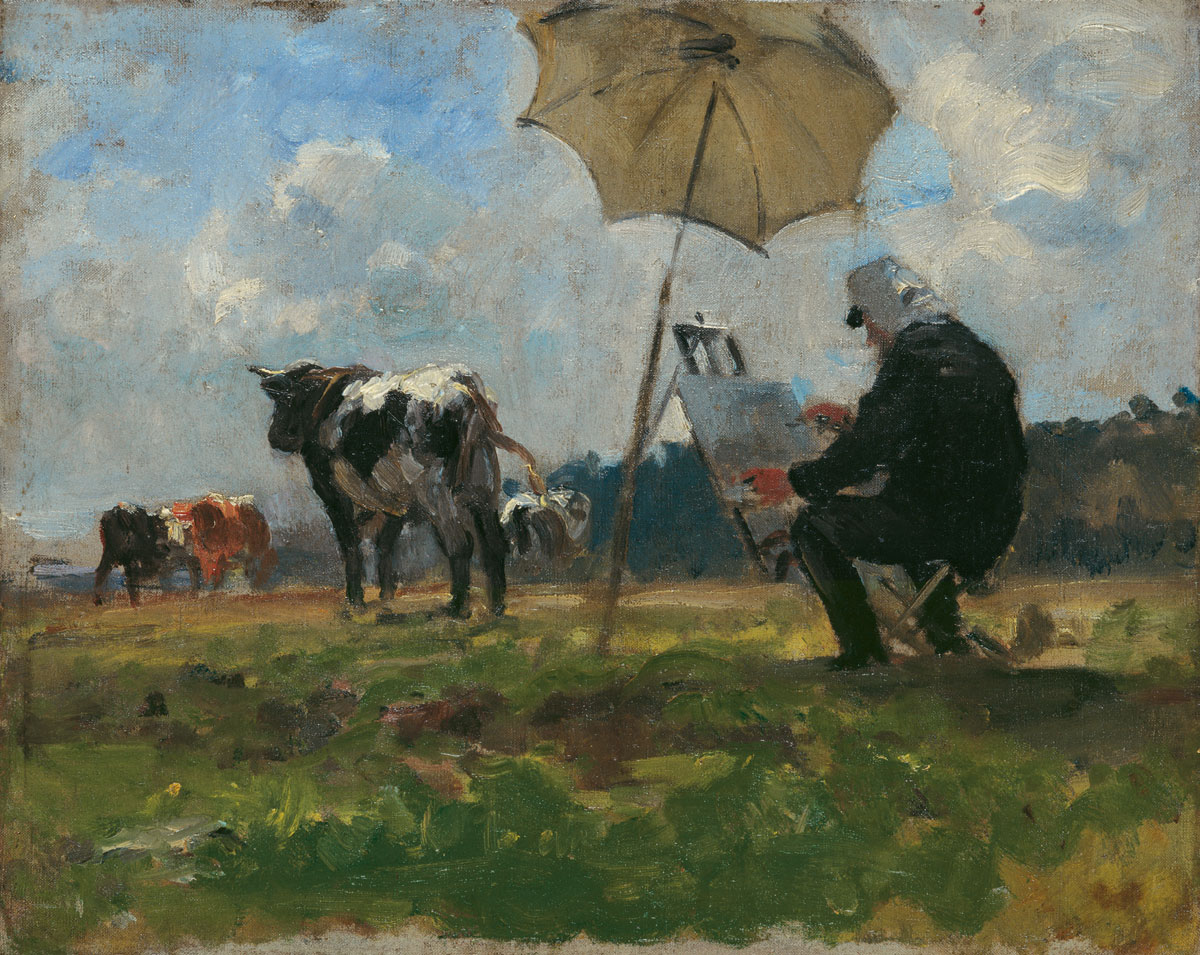
الرسام يوجين بودان صاحب الحيوانات في مرج دوفيل
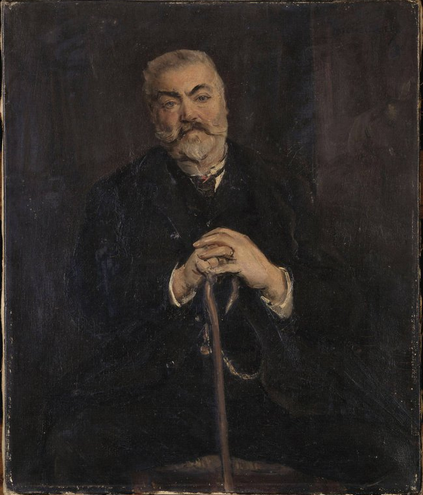
أوغست جوربوا
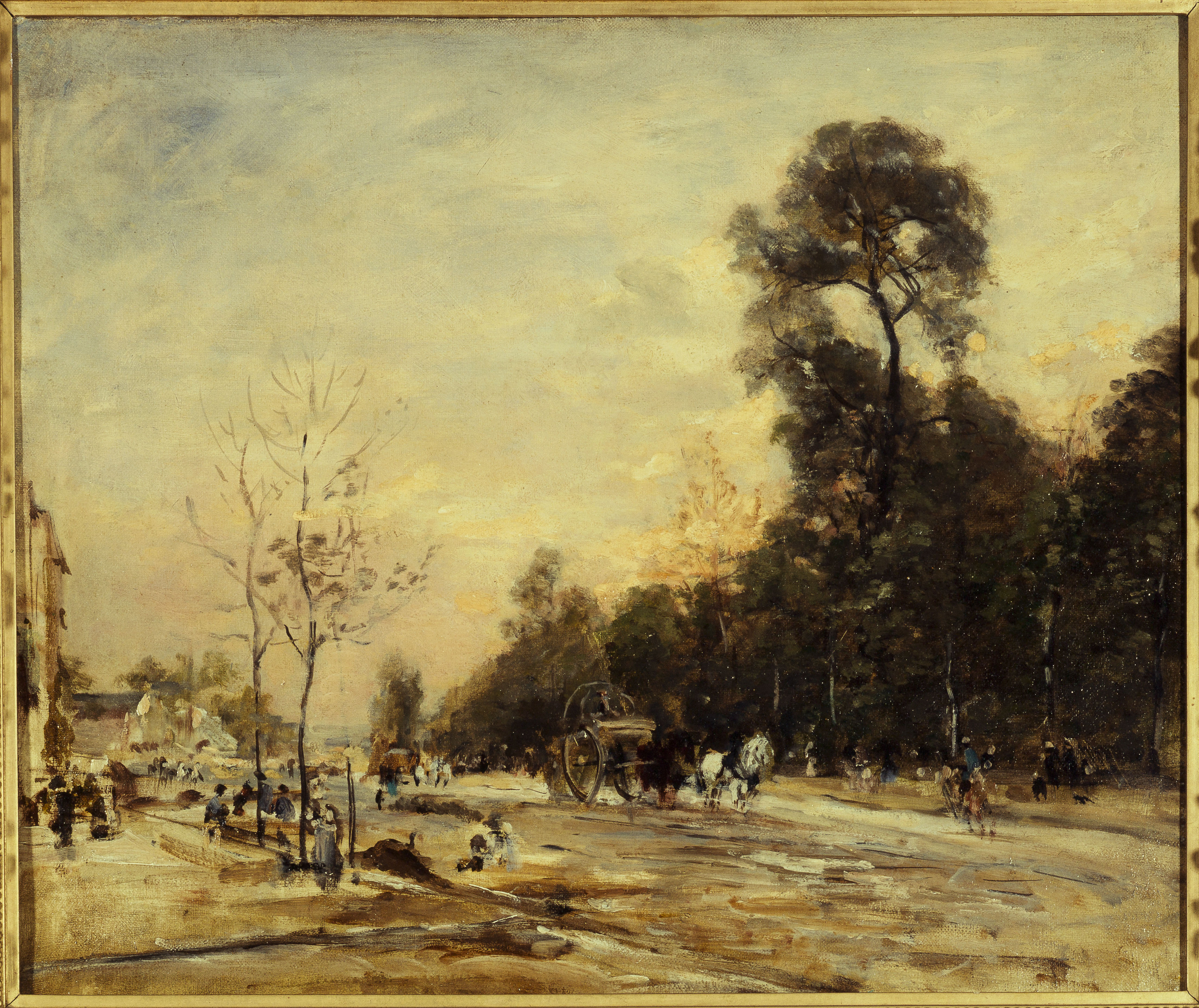
طريق الثورة، الشمس
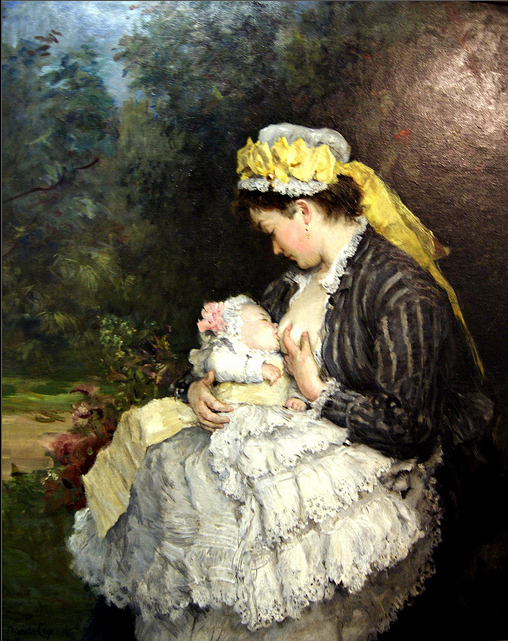
لا نوريس (الممرضة الرطبة)
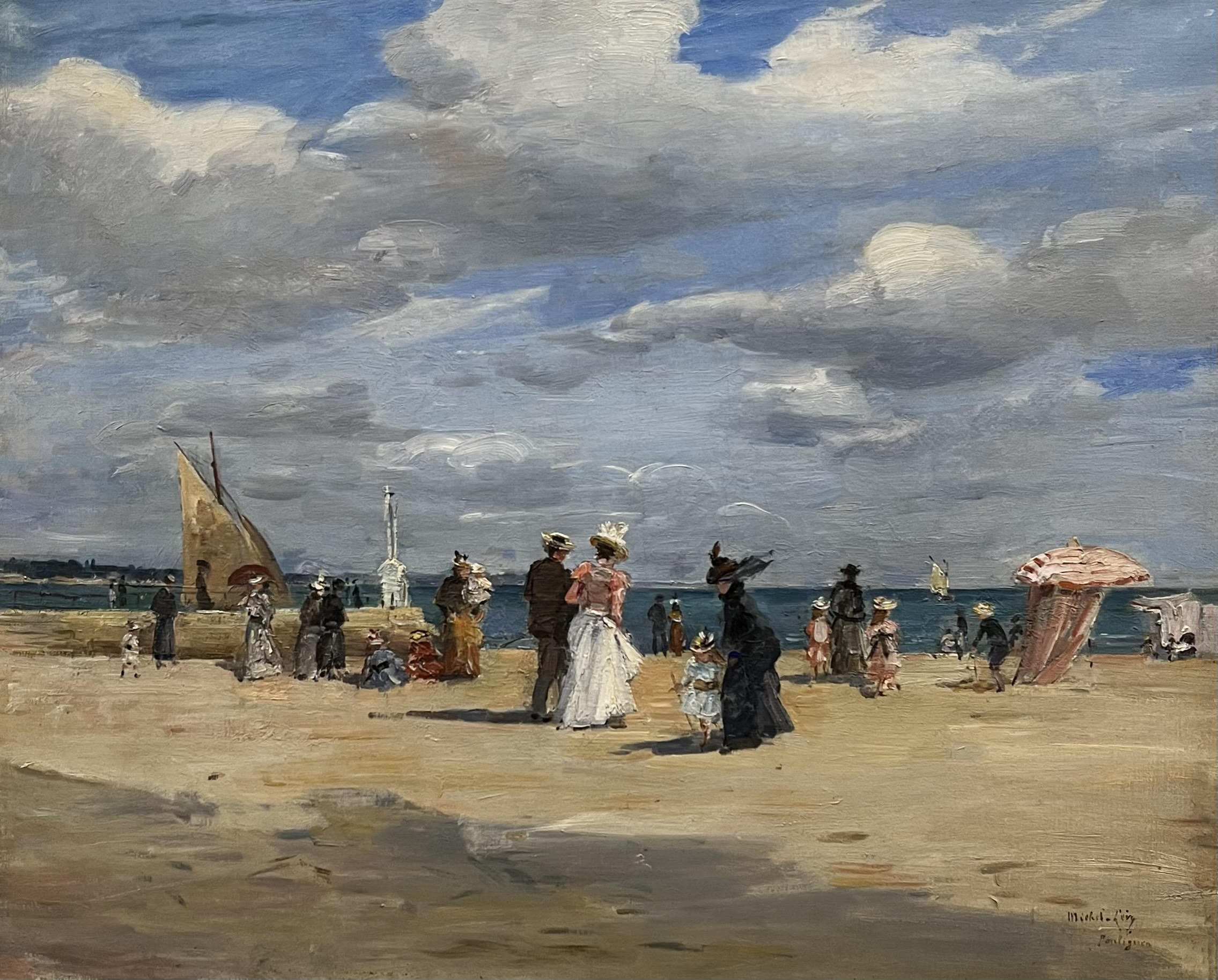
ليه بوليجوين، الشاطئ